# Prohydata aurata
Prohydata aurata är en fjärilsart som beskrevs av Paul Dognin 1910. Prohydata aurata ingår i släktet Prohydata och familjen mätare. Inga underarter finns listade i Catalogue of Life.